# 羽鳥博愛
羽鳥 博愛（はとり ひろよし、1926年7月5日 - 2024年1月30日）は、日本の英語教育学者。東京学芸大学名誉教授。

## 人物・来歴
茨城県出身。東京帝国大学文学部英文科卒、東京大学大学院人文科学研究科教育心理学博士課程修了（旧制）。東京学芸大学助教授、教授、1990年定年退官、名誉教授、聖徳大学人文学部教授。
2024年1月30日、前立腺がんのため、死去した。97歳没。死没日付をもって従四位に叙され、瑞宝小綬章を追贈された。

## 著書
- 『研究英文解釈』旺文社、1973.3
- 『英作文・エキスパンディング方式』弓書房、1974.4
- 『英語教育の心理学』大修館書店、1977.11
- 『英語科教師をめざす人のために』一ツ橋書店、1978.3
- 『新研究英文解釈』旺文社、1978.4
- 『心理言語学と英語教育』(英語指導法叢書)大修館書店、1982.6
- 『国際化の中の英語教育』三省堂、1996.3
- 『基礎からベストオーラル・コミュニケーションA』(My best) 学習研究社、1999.2
- 『基礎からベスト英文法 新課程対応版』 (My best)学習研究社、2003.3
- 『基礎からベスト基本問題集英文法 新課程対応版』 (My best)学習研究社、2003.3
- 『羽鳥博愛著作集 : psychological approaches to teaching of English :1959-2011 1』三省堂、2011.11
- 『羽鳥博愛著作集 : psychological approaches to teaching of English :1959-2011 2』三省堂、2011.12

### 共編著・監修
- 『よくわかる中1英語』(中学よくわかるシリーズ) 編著、旺文社、1975.2
- 『基礎英会話コース』book 1-book 3 アーネスト・リクター, 清水克祐共著、大修館書店、1975.9
- 『LL指導の理論と実践 1台のTRからフルラボまで』編著、桐原書店、1977.1
- 『学習者中心の英語教育』(英語指導法叢書) 松畑煕一共著、大修館書店、1980.6
- 『視聴覚教材作りと活用 機器の新しい役割』(英語教育シリーズ）鈴木博、大井上滋共著、中教出版、1980.8
- 『英語総合教本』編著、朝日出版社、1981.4
- 『英語発想image辞典』フランシス・J.クディラ共著、朝日出版社、1984.7
- 『英語文法読本』編著、朝日出版社、1989.4
- 『改訂中学校学習指導要領の展開 外国語(英語)科編』和田稔共編、明治図書出版、1989.7
- 『最新和英口語辞典』マーク・ジュエル共編、朝日出版社、1992.10
- 『ジュニア・アンカー英和辞典 改訂新版』編、学習研究社、1993.4
- 『ジュニア・アンカー英和・和英辞典 改訂新版』編、学習研究社、1993.4
- 『ジュニア・アンカー和英辞典 改訂新版』編、学習研究社、1993.4
- 『基礎からベスト英文法』(My best)羽鳥博愛 [ほか]著、学習研究社、1994.2
- 『基礎からベスト基本問題集英文法』(My best)羽鳥博愛 [ほか]著、学習研究社、1994.2
- 『実用文法読本』Ernest Pasakarnis 著, 編著、朝日出版社、1995.4
- 『コミュニケーション英文法』羽鳥博愛 [ほか]著、国土社、1995.8
- 『ヴィクトリー・アンカー英和辞典 和英つき』編、学習研究社、1996.4
- 『レインボー英和辞典 絵から英語が覚えられる 増補改訂版』監修、学習研究社、1997.8
- 『レインボー英和・和英辞典 絵から英語が覚えられる 増補改訂版』監修、学習研究社、1997.8
- 『レインボー和英辞典 絵から英語が覚えられる 増補改訂版』監修、学習研究社、1997.8
- 『トラベル英会話辞典 サバイバルのための 改訂新版』監修、学習研究社、1998.9
- 『音と絵で覚える子ども英語絵じてん』(Sanseido word book 久埜百合,海崎百合子共編, 佐藤直行 絵、三省堂、1999.3
- 『おもしろかいわ』1-2 (学研の英語ずかん 新訂版  監修、学習研究社、2000.3
- 『たんごあそび』 (学研の英語ずかん 新訂版 監修、学習研究社、2000.3
- 『あそびことば』 (学研の英語ずかん 新訂版 監修、学習研究社、2000.3
- 『アメリカンライフ』(学研の英語ずかん 新訂版 監修、学習研究社、2000.3
- 『ABCあそび』(学研の英語ずかん 新訂版  監修、学習研究社、2000.3
- 『ニューヴィクトリーアンカー英和辞典 和英つき』編、学習研究社、2000.10
- 『アメリカの若者とライフスタイル』Joseph F.Kess, Anita C.Kess共著、成美堂、2002.1
- 『ビッグ・アップル英和辞典 絵から英語が覚えられる 改訂版』監修、学習研究社、2003.6
- 『会話作文英語表現辞典 第3版』ドナルド・キーン共監修, 山田晴子, 伊良部祥子 編、朝日出版社、2004.3
- 『レインボー英会話辞典 改訂新版』監修、学習研究社、2004.4
- 『アクセスアンカー英和辞典』監修, 野田哲雄 発音校閲, 永田博人,赤瀬川史朗 編、学習研究社、2005.3
- 『よくわかる英文法問題集』(My best) 監修, 古谷三郎, 片山七三雄共著,学習研究社、2008.3
- 『なるほどせかい 国際理解に役立つ 外国を知ろう 第3版』(新・学研の英語ずかん) 永田博人共監修、学研教育出版、2010.2